# Нарцисизъм
Терминът нарцисизъм означава любов към себе си и се свързва с ред характерови черти, засягащи собственото възхищение и егоизма. Името е избрано от Зигмунд Фройд, от гръцкия мит за Нарцис, който бил орисан да се влюби в собственото си отражение във водата.
Всъщност на всеки може да бъде приписано притежанието в някаква степен на нарцистични черти, но определени форми на нарцисизма могат да бъдат много ограничаващи и се класифицират като патологични – например нарцистичното личностно разстройство и зловредния нарцисизъм. Психопатията, дефинирана от „Пълният списък на психопатиите на Хейър“, също съдържа нарцистичен фактор.

## Психоанализа и нарцисизъм

### Фройд
Австрийският лекар Зигмунд Фройд (1856 – 1939) – невролог, станал психиатър, е представил концепцията за нарцисизма в своето есе от 1914 г. „За нарцисизма: Въведение“.

### Фройдистката теория за нарцисизма

#### Първичен нарцисизъм
В своето есе „За нарцисизма: Въведение“ Фройд предполага, че изключителното себелюбие може би не е толкова анормално, колкото преди се е мислело, и може би е общ компонент на човешката психика. Той обсъжда, че нарцисизмът „е либидно допълнение към егоизма на инстинкта за самосъхранение“ или, по-просто, нуждата и енергията, която задвижва инстинкта за оцеляване. Той нарича това „първичен нарцисизъм“.
Според Фройд хората са родени без усещане за себе си като за индивидуалност или Аз. Аз-ът се развива по време на ранното детство само когато външният свят, обикновено под формата на родителски контрол и очаквания, учейки индивида за природата и стандартите на социалното обкръжение, от което той оформя аз-идеалите си, образ на перфектната същност, по отношение на която аз-а се стреми.
Фройд гледа на всички либидни нагони като на основно сексуални и предполага, че его либидото (либидо насочено навътре към себе си) не може винаги да бъде изцяло отделено от обектното либидо (либидо насочено към личността или към обекти извън себе си).
Аспект, често асоцииран с първичния нарцисизъм, се появява в ранното есе „Тотем и табу“, в което той описва своите наблюдения върху деца и първобитни хора. Това, което е наблюдавал, е нарекъл „магическо мислене“, както и вярата, че човек може да влияе на реалността чрез желанията или сила на волята си. Фройд смята, че магическото мислене с вярата в себе си като във всемогъщ е част от нормалното човешко развитие.

#### Вторичен нарцисизъм
Според Фройд вторичния нарцисизъм е патологично състояние, което се появява, когато либидото се оттегли от външните обекти към себе си. Фройд по-нататък твърди, че това е крайна форма на нарцисизъм, която е част от всички хора.

#### Нарцисизъм, взаимоотношения и самооценка
Според Фройд да те е грижа за някого е да превърнеш его-либидото в обектно либидо като даваш малко от своята любов на друг човек, което ти оставя по-малко его-либидо в наличност за първичния нарцисизъм и защитава и възпитава себе си. Когато тази привързаност е върната, либидото по такъв начин възстановява първичния си нарцисизъм и самооценката. Всеки провал в постигането или разрушаването на този баланс води до психологически смущения. В такъв случай първичният нарцисизъм може да бъде възстановен само чрез оттеглянето на обектното либидо още наричано обектна любов), за да се напълни отново его-либидото.
Пак според Фройд като порасне детето и се развие неговото его, то постоянно дава от своята любов на хората и обектите, първият от които обикновено е неговата майка. Тази отслабена собствена любов трябва да бъде напълнена чрез привързаността и грижата да се завърне към него.

## Карен Хорни
Немската лекарка и психиатър Карен Хорни (1885 – 1952) започва да развива своя собствена теория за психоанализата в края на 1930-те години. Макар да признава Фройд като основател на психоанализата, тя е критична към неговата работа. Тя смята, че Фройд греши, генерализирайки, че взаимоотношенията, нагласите и чувствата общи за неговата култура и времена, движени основно от биологични фактори, могат да бъдат приложени универсално. Тя гради тезата, че личността е оформена главно от социалните, културните и обкръжаващи фактори.
Хорни разглежда нарцисизма от друг ъгъл, различен от този на Фройд, Кохут и другите психоаналитици. Тя не приема за факт първичния нарцисизъм, а вижда нарцистичната личност като продукт на определен вид ранно обкръжение, действащо върху определен вид темперамент. За нея нарцистичните нужди и тенденции не са присъщи на човешката природа.
Според Хорни нарцисизмът се различава от другите основни защитни стратегии или решения с това, че той не е компенсаторен. В нейната теория себе идеализацията е компенсаторна, но се различава от нарцисизма. Всички защитни стратегии включват в себе идеализация, но в нарцистичното решение идеализацията е следствие на угаждане, а не на лишение. Нарцистичното самоуважение е ниско, защото не е основано на автентични, собствени постижения.

## Хайнц Кохут
Виенският лекар и психиатър Хайнц Кохут (1913 – 1981) е най-добре познат с развитието на психологията на себе си, школа вътре в психодинамичната/психоаналитична теория.
Кохут проучва по-нататък възприемането на Фройд за нарцисизма.
Той казва, че детето ще фантазира за това да има величествена същност и идеални родители. Той изтъква, че дълбоко в себе си всички хора са запазили вярата си в собственото съвършенство и съвършенството на всичко, от което те са част. Когато личността стане зряла, величествеността отстъпва място на самоуважението и идеализацията на родителите се превръща в рамка за ядрото на ценностите. Когато травма прекрати този процес, повечето примитивни и нарцистични версии на същността ни остават непроменени. Кохут нарича това състояние „нарцистично личностно разстройство“.
Той разглежда нарцисизма като част от стадия на нормално развитие, в който родителите или хората, които се грижат за детето, могат да засилят собственото му чувство за себе чрез отразяване на добрите си качества. Ако хората, които се грижат за детето, не успеят да му осигурят адекватни грижи, то израства с крехка и увредена представа за себе си.
Той също е гледал отвъд негативните и патологични аспекти на нарцисизма, вярвайки, че могат да бъдат компонент в развитието на издръжливост, идеали и амбиция веднъж когато бъдат трансформирани от преживявания в живота или анализата.

## Ото Кернберг
Ото Кернберг използва терминът нарцисизъм, за да го свърже с ролята на личността в регулацията на самоуважението.
Той разглежда нормалния, инфантилен нарцисизъм като зависим от утвърждението на другите и придобиването на желани и привлекателни обекти, което по-късно може да се развие в здраво, зряло самоуважение. Този здравословен нарцисизъм зависи от интегрираното чувство за себе си, което овътрешностява образи на интернализирани утвърждавания на тези, които са близки на личността и се регулира от супер-Его-то и аз идеала, вътрешни душевни структури, които уверяват личността в нейната стойност и че заслужава собственото си уважение.
Грешки в развитието на инфантилния нарцисизъм могат да доведат до развитие на патологична форма на нарцисизъм в по-късен етап от живота.

### Сексуален нарцисизъм
Сексуалният нарцисизъм е описван като егоцентричен модел на сексуално поведение, който включва ниско самоуважение и изкуствено увеличено чувство за сексуална способност и правомощия. В допълнение сексуалният нарцисизъм е еротично главна грижа за себе си като за отличен любовник чрез желание за сексуално сливане с огледалния си образ. Думата сексуален нарцисизъм е измислена от Дейвид Фарли Хурлберт и е интимна дисфункция, в която се преследват сексуални подвизи, основно във форма на извънбрачни афери, за да се компенсира ниското самоуважение и невъзможността да се преживее истинска интимност.
Този поведенчески модел е по-общ за мъжете, отколкото за жените и е свързан с домашното насилие при мъжете и сексуалното насилие при двойките. Хурлберт Hurlbert обсъжда, че сексът е естествено биологично даден и по тази причина не може да бъде гледан като страст. Той и неговите колеги твърдят, че всяка хиперсексуалност не е нищо повече от грешно название на това, което всъщност е сексуален нарцисизъм или сексуална натрапливост.

### Нарцисизмът като разстройство
Липсата на емпатия е отличителна черта на нарцистичните разстройства и страдащите намират за изключително трудно това да разберат другите (и техните собствени) емоционални състояния и влияния. Това прави поддържането на близки или интимни взаимоотношения много трудно. Могат също да намерят за трудно да възприемат или приемат това, или може да го интерпретират като добродетел.
- Бурна реакция на критиката, става ядосан или унижен;
- Използването на други за достигане на целите;
- Преувеличение на собствената значимост;
- Изпитва нереалистични фантазии за постижения, сила, красота, интелигентност или любовни истории;
- Има неразумни очаквания за благоприятно лечение;
- Търсене на постоянно внимание и положително подкрепление от другите;
- Лесно става ревнив;[12]
- Има чувство за изключителна правота;
- Експлоатиращ е към другите;
- Липса на емпатия;
- Показва арогантно, надменно и горделиво поведение;
- Използва отричащ механизъм, за да омаловажи неадекватността или провалите си;
- Използва рационализационни механизми,[13] за да оправдае егоцентричното си поведение.